# Alsóbudak
Alsóbudak (románul Buduș) falu Romániában, Erdélyben, Beszterce-Naszód megyében.

## Fekvése
Besztercétől délre, a Sajóba ömlő Budak patak bal partján fekvő település.

## Története
Budak nevét 1332–1335 között a pápai tizedjegyzék említette először Henricus plebanus de Bodako ... Budak föld néven, mint Simontelke határosát. Ma két település: Alsóbudak és Szászbudak
Alsóbudak, neve először 1345-ben tűnt fel az oklevelekben Kysbuduth formában. További névváltozatai: 1416-ban p. Budahth; 1429-ben p. Bodahth (To vm); 1430-ban p. Bodayth (Ko vm); 1439-ben p. Budak (Do vm); 1467-1468 előtt p. Bwdak (To és Ko);  1510-ben p. Kysbudok Do vm, 1587-ben Kis Bwdak, 1861-ben Kis-Budak, 1888-ban Kis-Budak (Budis, Budusiu), 1913-ban Alsóbudak.
1482-ben Budak néven említették birtokosai: Nemes Budaki László, Nádasdi Ongor János, Parlagi György, Kendi Antal és Besenyei László a Doboka vármegyei Simontelke szomszédai. 1503-ban a Kysbudakon birtokos N. Ongor János és Miklós részbirtokát Rakonczai Istvánnak adták.
A trianoni békeszerződés előtt Beszterce-Naszód vármegye Besenyői járásához tartozott.
1910-ben 736 lakosából 47 fő magyar, 43 német, 586 román, 59 cigány volt. A népességből 45 fő görögkatolikus, 589 görögkeleti ortodox, 65 izraelita volt.